# Loose Screw
Loose Screw je osmé studiové album skupiny The Pretenders. Vydáno bylo v listopadu roku 2002 společností Artemis Records a jeho producenty byli Jonathan Quarmby a Kevin Bacon. Jde o poslední řadovou desku kapely až do roku 2008 (Break Up the Concrete), což byla do té doby nejdelší přestávka mezi jednotlivými deskami skupiny.

## Seznam skladeb
Autory všech skladeb jsou Chrissie Hynde a Adam Seymour, pokud není uvedeno jinak.
1. Lie to Me – 2:23
2. Time – 3:58
3. You Know Who Your Friends Are – 3:30
4. Complex Person – 2:47
5. Fools Must Die – 2:36
6. Kinda Nice, I Like It – 3:37
7. Nothing Breaks Like a Heart (Hynde, Billy Steinberg, Tom Kelly) – 3:28
8. I Should Of – 4:03
9. Clean Up Woman – 3:25
10. The Losing – 4:51
11. Saving Grace (Hynde, Steinberg, Kelly) – 3:20
12. Walk Like a Panther (Richard Barratt, Jason Buckle, Jarvis Cocker, Dean Honer) – 4:42

## Obsazení
The Pretenders
- Chrissie Hynde – zpěv, kytara
- Adam Seymour – kytara, doprovodné vokály
- Andy Hobson – baskytara
- Martin Chambers – bicí

Ostatní hudebníci
- Kevin Bacon – baskytara
- Jonathan Quarmby – klávesy
- Colin Elliot – perkuse
- Mark „Wiff“ Smith – perkuse
- Priscilla Jones – doprovodné vokály
- Tom Kelly – doprovodné vokály
- Mark Sheridan – doprovodné vokály
- The Duke Quartet – smyčce, žestě
- Kick Horns – žestě